# Senderos de la mente
Mindwalk es una película de 1990 dirigida por Bernt Amadeus Capra, basada en su propia historia, en el libro The Turning Point por su hermano Fritjof Capra, el autor del libro The Tao of Physics.
La mayoría de la película es una conversación entre tres personajes: una científica noruega, Sonia Hoffman, "la única mujer en mi departamento, la primera en Noruega trabajando en la teoría cuántica de campos"; un político americano y excandidato de presidente, Jack Edwards; y el poeta Thomas Harriman, un ex redactor de discursos políticos, mientras están en Mont Saint Michel, Francia. 
La película solo ha estado disponible en VHS y nunca en DVD. Paramount Pictures todavía no ha anunciado planes para un lanzamiento en DVD.

## Elenco
- Liv Ullmann como Sonia Hoffman.
- Sam Waterston como Jack Edwards.
- John Heard como Thomas Harriman.
- Ione Skye como Kit Hoffman.
- Emmanuel Montes como Romain.
- Gabrielle Danchik como Guía.
- Jeanne van Phue como Turista 1.
- Penny White como Turista 2.
- Jean Boursin como Sacristan.